# Forever (canción de The Beach Boys)
«Forever» es una canción escrita por Dennis Wilson y su amigo Gregg Jakobson, siendo la primera composición importante en la vida musical de Dennis. Esta canción se editó como lado B del sencillo "Cool, Cool Water". Fue editada también en el álbum Sunflower de 1970.

## Grabación
Esta es la única canción que se encuentra en Sunflower que no se grabó en el estudio de grabación en la casa de Brian Wilson, en cambio se registró en los estudios Gold Star, en Los Ángeles el 17 de marzo de 1969, y se trata de la primera grabación que se hizo para el álbum, claro sin contar todo el material inédito. La canción tiene a Dennis Wilson como vocalista principal con sus hermanos, y con Mike Love y Al Jardine en los coros. Tanto la canción como el álbum en sí fue producido por The Beach Boys.

Los Wilson tienen ese acerbo genético creativo... Me di cuenta del talento prematuro de Dennis cuando estabamos de gira por Japón en 1966, teníamos un largo periodo de inactividad. Siempre había un piano detrás del escenario y Dennis decía: '¡Enseñame algunos acordes!'. Dennis empezó a ponerse en serio realmente a tocar el piano y componer música.

Para mí "Forever" de Sunflower  es su gran canción. Es simple, es maravillosa y nunca me canso de escucharla.
Bruce Johnston.

## Publicaciones
La canción fue incluida en el álbum Sunflower de 1970, fue regrabada (pero sin Dennis) con John Stamos en voz líder, esta grabación apareció en Summer in Paradise de 1992, sería compilada en el box Good Vibrations: Thirty Years of The Beach Boys de 1993, también fue editada en Hawthorne, CA de 2001, en donde hay una versión a cappella, en el exitoso compilado Sounds of Summer: The Very Best of The Beach Boys de 2003, en el álbum triple británico Platinum Collection: Sounds of Summer Edition de 2005 y en The Warmth of the Sun de 2006, en Fifty Big Ones: Greatest Hits de 2012 y en Made in California de 2013.

### En vivo
Fue interpretada en vivo y registrada en Live – The 50th Anniversary Tour de 2013 en el marco de la gira por los cincuenta años de The Beach Boys.